# Simon Hochberger

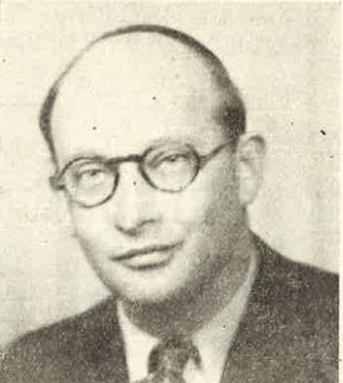
Simon Hochberger (ca. 1947)

Simon Hochberger (geboren 19. April 1906 in Kežmarok, Österreich-Ungarn; gestorben 13. Dezember 1947 in Wellington, Neuseeland) war ein deutsch- und englischsprachiger Journalist und Schriftsteller.

## Leben
Simon Hochberger entstammte einer jüdischen Familie aus dem Zips. Seine Eltern Michael Hochberger (1876–1941) und Frieda (geb. Storch, 1874–1941) wanderten kurz nach seiner Geburt nach Deutschland aus und ließen sich in Essen nieder. Der Vater war dort kaufmännisch tätig. 1912 kam die Schwester Selma zur Welt. Hochberger studierte 1924 ein Semester an der Universität Leipzig Journalismus und wechselte dann zur dortigen Handelshochschule, wo er sich zum Werbefachmann ausbilden ließ. Nach Studium und Ausbildung soll er in der Zeit vor 1933 für verschiedene liberale Zeitungen wie die Kölnische Zeitung, die Frankfurter Zeitung und die Berliner Illustrierte Zeitung als Korrespondent geschrieben haben. Nach der Machtergreifung 1933 zog Hochberger nach Wien um, wo er weiter journalistisch, aber auch als selbständiger Werbefachmann arbeitete. Hier heiratete er 1934 die aus Hamburg stammende Charlotte Mandowsky (1909–1941), jüngere Schwester der Kunsthistorikerin Erna Mandowsky.
Bereits kurz nach dem Anschluss Österreichs an Deutschland im März 1938 beantragte Hochberger für sich und seine Frau ein Visum für die USA. Seine Eltern und Schwester, die um 1933 von Essen nach Leipzig gezogen waren, wurden im Zuge der sogenannten Polenaktion als staatenlos im Oktober 1938 nach Polen zwangsausgebürgert und fanden Aufnahme in Gorlice (ehemals in Galizien), wo noch Verwandte lebten. Im März 1939 bot sich Hochberger die Chance, im Zuge der Rettungsaktion des Jewish Councils für verfolgte jüdische Männer in Österreich und Deutschland nach England zu fliehen, von wo er die gemeinsame Emigration in die USA weiter zu betreiben suchte, die jedoch nach Beginn des Zweiten Weltkriegs nicht mehr möglich war. Seine Frau nahm sich 1941 das Leben, als die Transporte der Juden in die Vernichtungslager einsetzten.
Hochberger lebte etwas mehr als ein Jahr in dem als Auffang- und Durchgangslager gedachten Kitchener Camp bei Sandwich in Kent. Nach Auflösung des Lagers und einem kurzen Zwischenaufenthalt in einem Lager auf der Isle of Man wurde Hochberger im Juli 1940 auf der Dunera nach Australien verbracht, wo er von September 1940 bis März 1942 in Südaustralien in den Lagern Hay, Orange und Tatura interniert war. Ein in Aussicht gestellter Rücktransport nach England war auf Grund des Kriegsgeschehens nicht mehr möglich. Von April 1942 bis März 1946 diente er in einem Arbeitsbataillon der australischen Armee. Im Juli 1946 wurde Hochberger, der seit den 20er Jahren als staatenlos galt, als British Subject in Australien naturalisiert. Noch vor seiner Entlassung aus der Armee konnte er seine journalistische Karriere wieder aufnehmen. Als ihm im Sommer 1947 die Position des Herausgebers der neuseeländischen Zeitschrift NZ Jewish Chronicle angeboten wurde, wechselte in die neuseeländische Hauptstadt Wellington. Dort starb er, völlig unerwartet, am 13. Dezember 1947 an einer Herzthrombose.

## Werk
Über Hochbergers frühe journalistische und schriftstellerische Arbeiten ist bislang nur wenig bekannt. Zwei feuilletonistische Beiträge, eine erzählerische Schilderung der Begegnung mit einer armenischen Bauchtänzerin in Sarajewo und eine Humoreske Der unheilvolle Bart in österreichischen Zeitschriften, die als Verfasser Sid Hochberger angeben, sind wohl von ihm verfasst. Ihm wichtige, vor allem in Wien entstandene Arbeiten waren, wie fast all sein geretteter schmaler Besitz, auf der Seereise nach Australien verloren gegangen. Nach seiner Flucht 1939 nach England beginnt Hochberger Englisch zu schreiben. Für die Lagerzeitschrift The Kitchener Camp Review verfasst er einige kürzere humoristische Beiträge, darunter auch einen Sketch Illustrated Phrase-Book zu einer von ihm produzierten und moderierten Show. Auch in den australischen Internierungslagern scheint er als Verfasser und Regisseur bei den Unterhaltungsprogrammen mitgewirkt zu haben. Für den aus Berlin stammenden deutsch-australischen Komponisten Werner Baer (1914–1992), den Hochberger wohl im Lager Tatura kennenlernte, schrieb er Liedtexte. Mit dem Song Sounds of Europe gewannen sie als Autor und Komponist im August 1943 einen Musikwettbewerb der australischen Armee.  Hochbergers Songs sind dem Kampf gegen die Armee Hitlers und der Hoffnung auf die Befreiung Europas gewidmet. In Gestus und Inhalt kann man in ihnen Vorstufen zu seinem epischen Gedicht Warsaw Ghetto – Tale of Valor sehen, mit dessen Abfassung er wohl kurz nach Kriegsende beginnt.
1946 wurde er Mitarbeiter in der Redaktion bei der von Aaron L. Patkin in Melbourne herausgegebenen jüdischen Monatsschrift The Zionist. Hochberger veröffentlichte dort auch eigene Aufsätze, so über das jüdische Habima Theater und die in Tel Aviv und während einer Welttournee in Melbourne gastierende Pianistin Pnina Salzman.
Das 1946 in einem kleinen jiddischen Verlag erschienene Gedicht Warsaw Ghetto – Tale of Valor fand in Australien wie in Neuseeland vor allem in jüdischen Gemeinden für einige Zeit eine weitere Aufmerksamkeit. Mehrere australische Zeitungen brachten durchweg positive Besprechungen. Dieses ‚epische Gedicht‘ – gegliedert in drei erzählende Teile, zwei kürzen kontemplativen Zwischengedichten und einem aufrufenden Epilog – verlebendigt eindringlich in mehreren Szenen das unterdrückte Leben, den brutalen Terror der deutschen Besatzer und den im Untergang heroischen Widerstand der im Ghetto eingesperrten jüdischen Bevölkerung. Der Umzug nach Neuseeland und der frühe Tod bewirkten, dass dieses bedeutende Gedicht in seiner Wirkung eingeschränkt blieb und Hochberger mit seinem durch die Zeitumstände fragmentierten und wohl großteils verloren gegangenen Schaffen bald in Vergessenheit geriet.